# Alan Winnington
Alan Winnington (* 16. März 1910 in London; † 26. November 1983 in Ost-Berlin) war ein britischer Journalist und Schriftsteller.

## Leben
Als Schüler war er Stipendiat der Chigwell School London. Etwa 1934 wurde Winnington Mitglied der Kommunistischen Partei Großbritanniens (CPGB), nachdem er durch Gespräche mit Harry Pollitt in die Partei gefunden hatte. Er arbeitet anfänglich für eine Fotoagentur und hatte den Presseausweis der National Union of Journalists. Später war er erster Pressesprecher der CPGB und für sechs Jahre Chefkorrektor des Daily Worker. 
Ab 1948 war er als Korrespondent des Daily Worker in China tätig, wo er in der Endphase des chinesischen Bürgerkriegs die chinesische Volksbefreiungsarmee begleitete. Gleichzeitig arbeitete er für die Auslandsabteilung der chinesischen Nachrichtenagentur Xinhua in Peking. Er war neben Wilfred Burchett einer von zwei westlichen Korrespondenten, die auf kommunistischer Seite im Koreakrieg akkreditiert wurden. Später setzte er seine Arbeit als Kriegsberichtserstatter im Vietnamkrieg fort. Über Ostasien verfasste er mehrere Romane, darunter Der Himmel muss warten und Kopfjäger, eine anthropologische Studie über Minderheiten in China („Die Sklaven der Kühlen Berge“) und einen Reisebericht über Tibet.
Von Regierungskreisen in Großbritannien wurde er lange Jahre wegen seiner klaren Positionierung gegen die seiner Meinung nach imperialistischen Bestrebungen der NATO und der USA als „Vaterlandsverräter“ bezeichnet. Ihm wurde auch vorgeworfen, beim Verhör britischer Kriegsgefangener in Korea beteiligt gewesen zu sein. Ein Vorwurf, den kein britischer Kriegsgefangener jemals bestätigte. 1954 wurde sein abgelaufener Pass von den britischen Behörden nicht erneuert (Erst 1968 stellten ihm die britischen Behörden wieder einen Pass aus).
1960 brach er mit Mao und den chinesischen Kommunisten, nachdem er schon 1958 wegen des Großen Sprungs nach vorn und anderer Kampagnen, die er als Dummheiten bezeichnete, als überzeugter Kommunist Abstand gewonnen hatte. Winnington, der fließend chinesisch sprach, verließ 1960 China mit seiner Frau und den gemeinsamen Kindern. Seine Familie siedelte nach Großbritannien über, während Winnington seinen Wohnsitz nach Ost-Berlin verlegte. Dieser Schritt erfolgte, da er in Großbritannien wegen einer Anklage des Landesverrats und der Spionage mit einer Verurteilung zum Tode rechnen musste. 1963 gründete er außerdem in der DDR eine neue Familie (Heirat mit Ursula Wittbrodt 1967). In der DDR war er als Korrespondent für den Morning Star  sowie als Asien-Berater der DDR-Regierung tätig. Der Vietnamkrieg bot ihm aber immer wieder Gelegenheit, in den Fernen Osten zu reisen und auch in China journalistisch tätig zu werden.

## Werke
In der DDR war Winnington neben seiner journalistischen Arbeit als Romanautor und Autor von Kriminalliteratur tätig. Herzversagen, Inspektor Gullet und die Todeskurve, Der Totgeglaubte sowie Anglers Alibi zählen zu seinen Kriminalromanen. Daneben schrieb er Kinderbücher, wie die fantastische Pferdegeschichte (in 2 Bänden) um ein „Roboter-Pferd“ namens „Silberhuf“, die im Himalaya angesiedelt ist.
1980 schrieb Alan Winnington seine Autobiographie Breakfast with Mao, welche in Deutsch unter dem Titel Von London nach Peking – Erinnerungen 1914 bis 1960 in kleiner Auflage postum veröffentlicht wurde.
Auf Englisch sind von ihm neun Kurzromane, sechs davon dem Krimi- und Detektivgenre zuzuordnen, die schon genannten zwei Kinderbücher und vier Reisebücher über China bzw. Asien erschienen.